# شعب نيفك

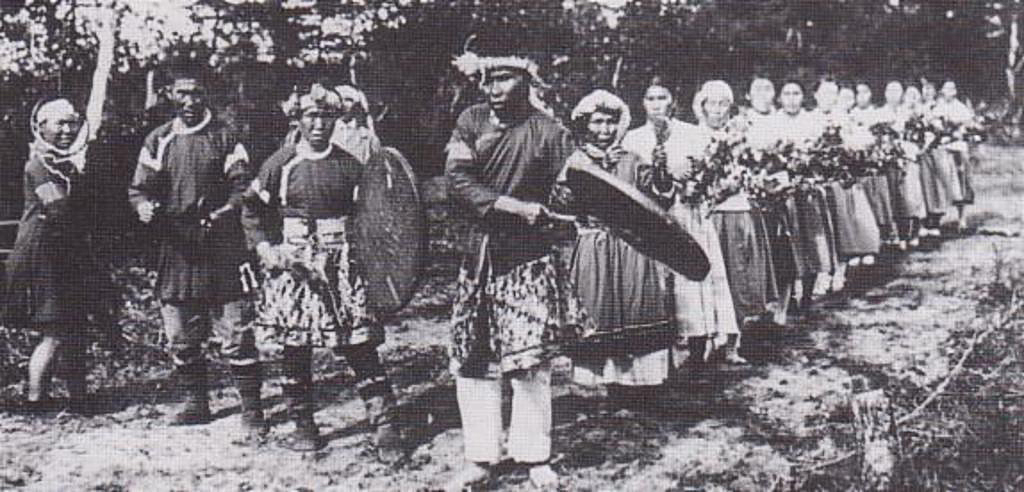

النيفك (أيضًا نيفكس أو غيلياك) هي مجموعة عرقية أصلية تعيش في النصف الشمالي من جزيرة سخالين ونهر أمور الأدنى وساحل في البر الرئيسي الروسي المجاور وتاريخيًا ربما أجزاءً من منشوريا.
كان النيفك صيادين بريين وصائدي أسماك ومربي كلاب. كان نمط حياتهم شبه بدوي؛ يعيشون بالقرب من السواحل في الصيف ويقضون الشتاء في المناطق الداخلية على طول الجداول والأنهار لاصطياد سمك السلمون. تتصف الأرض التي يقطنها شعب نيفك بأنها غابة تايغا (إقليم من الغابات) بشتاء بارد محمّل بالثلوج وصيف معتدل ذي غطاء شجري قصير. يعتقد أن شعب النيفك هم السكان الأصليون للمنطقة، ويُقترح أنهم جاؤوا من شعوب العصر الحجري الحديث (النيوليثي) الذي هاجر من منطقة ترانسبايكال خلال العصر البليستوسيني المتأخر.
حافظ النيفك على علاقات تجارية وثقافية مع الجارتين الصين واليابان. كانت الإمبراطورية الروسية مستولية على المنطقة سابقًا ضمن منطقة نفوذ سلالة تشينغ الحاكمة بعد معاهدتين أقيمتا في عامي 1858 و1860. لاحقًا، تغير أسلوب حياة النيفك التقليدي تغيرًا كبيرًا بفعل الاستعمار اللاحق والتنظيم الجماعي في الاتحاد السوفييتي. يعيش النيفك اليوم في مساكن على الطراز الروسي، ومع كثرة صيد الأسماك وتلوث الجداول والبحار، فقد أخذوا أطعمة كثيرة من المطبخ الروسي. يمارس النيفك الشامانية، التي تشكل أهمية كبيرة لمهرجان عبادة الدب الشتوي، إلا أن بعضهم تحول إلى الأرثوذكسية الروسية.
حسب تعداد الاتحاد الروسي لعام 2002، يوجد 5287 نيفكي. معظمهم يتحدث اليوم باللغة الروسية، ونحو 10% منهم يتكلمون لغة النيفك الأصلية. تعتبر النيفكية لغة معزولة، إلا أنها على سبيل التسهيل تُجمع مع اللغات الباليوسيبيرية. تُقسم لغة النيفك إلى أربع لهجات.

## تاريخ
قطن النيفك جزيرة سخالين خلال فترة العصر البليستوسيني المتأخر، عندما كانت الجزيرة متصلة بقارة آسيا عبر مضيق تاراري المكشوف. عندما انحسر العصر الجليدي، ارتفع منسوب مياه المحيطات وانقسم شعب نيفك إلى مجموعتين. يُعتقد أول ذكر تاريخي للنيفك يعود سجل تاريخي في القرن الثاني عشر، أُشير فيه إلى شعب يدعى «جيليمي»، كانوا على اتصال بحكام منغوليا في يوان العظمى في الصين. تحالفوا مع المغول في عام 1263، وغزا المغول جزيرة سخالين لمساعدة النيفك ضد الأينو، الذين كانوا يعتدون على سخالين من هوكايدو. في عام 1643، كان فاسيلي بوياركوف أول روسي يكتب عن النيفك، وأطلق عليهم اسم «غيلياك»، وهو اسم أجنبي تانغوي، وهو الاسم الذي ظلّ يُطلق عليهم حتى عشرينيات القرن العشرين.
امتدت أراضي النيفك على طول الساحل الشمالي لمنشوريا من الحصن الروسي في خليج توجور شرقًا إلى مصب نهر أمور في نيكولايفسك، ثم جنوبًا عبر مضيق تارتاري حتى خليج دي كاستريس. كانت مناطقهم تمتد سابقًا غربًا على الأقل حتى نهر أودا وجزر شانتار حتى طردهم شعب المانشو، ثم الروس لاحقًا.
لقرون عديدة، كان النيفك خاضعين لشعب المانشو. بعد معاهدة نيرتشينسك في عام 1789، عملوا كوسطاء بين الروس، والمانشو واليابانيين، وأيضًا مع الأينو الذين أتباعًا لليابانيين. كانت الاتصالات الأولية مع شعب الأينو في جنوب سخالين عدائية بوجه عام، إلا أن التجارة بين الاثنين كانت واضحة.
عانى النيفك بشدة غزو القوزاق واستغلال القياصرة الروس؛ أطلقوا على الأخير لقب الشياطين. سيطرت الإمبراطورية الروسية سيطرة كاملة على أراضي النيفك بعد معاهدة أيغون لعام 1858 واتفاقية بيكينغ لعام 1860. أنشأ الروس مستعمرة جزائية (كاتورغا) على جزيرة سخالين، والتي أُديرت بين عامي 1857 و1906. نقلوا إلى هناك العديد من المنفيين العسكريين والسياسيين الروس، بمن فيهم ليف ستيرنبيرغ، الذي كان من الشخصيات المهمة ذات الطابع العرقي المبكر من النيفك. سرعان ما فاقوا في عددهم النيفك؛ في بعض الأحيان كانوا يعملون كحراس للسجون ويقومون بتعقب المدانين الهاربين. عانى النيفك من أوبئة الجدري والطاعون والإنفلونزا التي جلبها المهاجرون الأجانب وانتشرت في بيئة السجون المزدحمة وغير الصحية.
رغم عدم سيطرة الإمبراطورية اليابانية على الجزء الشمالي من سخالين، إلا أن كلا اليابان وروسيا حكمتا الجزيرة بشكل مشترك كجزء من معاهدة شيمودا لعام 1855. منذ معاهدة سانت بطرسبرج في عام 1875 وحتى معاهدة بورتسموث في عام 1905، حكمت روسيا كامل جزيرة سخالين. بين عامي 1905 و1945، قُسمت سخالين بين روسيا واليابان على طول خط عرض 50. سمحت روسيا لصيادي الأسماك المقاولين اليابانيين في أراضي نيفك من ثمانينات القرن التاسع عشر حتى طردهم في عام 1948. واجه الحاكم العام لمقاطعة أمور الروسية صعوبة في العثور على العمالة الروسية وسمح لصيادي الأسماك النيفك واليابانيين بتطوير المنطقة، إلا أنهم كانوا يدفعون ضرائب باهظة. منعت السلطات الروسية النيفك من الصيد في أنظمة ساحلية ونهرية معينة من خلال الحظر وفرض ضرائب عالية على الأسماك المخبأة. وقعت أولى حوادث الاستغلال المفرط لمصائد الأسماك من قبل اليابانيين (ثم الروس لاحقًا) على مضيق تارتاري وأمور الدنيا في عام 1898. دفعت تلك الحادثة العديد من شعب النيفك للمجاعة، إذ لم يكن بوسعهم استيراد الأطعمة الروسية المكلفة.
خضعت روسيا لثورة أكتوبر التي شكلت الاتحاد السوفييتي في عام 1922. غيرت الحكومة الجديدة السياسات الإمبراطورية الروسية السابقة في التعامل مع شعب النيفك، والتي كانت موائمة للفكر الشيوعي. تبنى المسؤولون السوفييت اسم النيفك ليحل محل المصطلح القديم «غيلياك»، باعتباره علامة مميزة لتقرير المصير المحلي الجديد. تم إنشاء مقاطعة روسية (أوكروغ) مستقلة قصيرة الأمد للنيفك. منحتهم الحكومة حقوق صيد واسعة تم العمل بها حتى إلغائها في ستينيات القرن العشرين. ولكن السياسات السوفييتية الأخرى كانت مدمرة. أُجبر النيفك على العمل الجماعي الزراعي والصناعي فيما يدعى «كولخوز». كان من الصعب على صيادي الأسماك من النيفك التحول إلى الممارسات الزراعية لاعتقادهم بأن حرث الأرض هو خطيئة. سرعان ما أصبح النيفك يعملون ويعيشون كأقلية من الدرجة الثانية بين القوة العاملة الروسية الضخمة.
غير العمل الجماعي أسلوب حياة النيفك بشكل لا رجعة فيه. اختفى أسلوب الحياة التقليدي الذي كان قائمًا على الصيد والجمع. صورت السلطات السوفييتية شعب النيفك باعتباره «نموذجًا» لحضارة سرعان ما تحولت من نمط العصر الحجري إلى الاشتراكية الصناعية. منعوا أيضًا تداول لغة النيفك في المدارس والميادين العامة. تم تفويض اللغة الروسية، وتسارعت وتيرة «ترويس» النيفك. نسيت الأجيال الجديدة الكثير من قصص النيفك ومعتقداتهم وروابطهم العشائرية. في الفترة بين عامي 1945 و1948، اضطر العديد من أبناء شعب النيفك، فضلًا عن نصف الأوروك وجميع الأينو في سخالين، الذين كانوا تحت السلطة اليابانية في النصف الجنوبي من سخالين، إلى الانتقال إلى اليابان جنبًا إلى جنب مع المستوطنين من أصل ياباني. عاد العديد من السكان الأصليين لاحقًا إلى المنطقة.
يعتبر تشونر تاكسامي، عالم الأنثروبولوجيا، أول شخصية أدبية حديثة من النيفك ومؤيدًا للحقوق السيبيرية. في دول الكومنولث الروسي في مرحلة ما بعد الاتحاد السوفييتي، كان حال النيفك أفضل من حال طوائف الأينو أو الإيتلمنس، ولكن أسوأ من حال طائفتي التشوكشي أو التوفان. في عام 1962، قامت الحكومة السوفياتية بتسكين العديد من النيفك في مستوطنات أقل عددًا وأكثر كثافة، مثل مستوطنات سخالين التي انخفض عددها من 82 إلى 13 بحلول عام 1986. تم هذا الانتقال من خلال التنظيمات الجماعية السوفييتية التي أصبح النيفك معتمدين عليها إلى حد كبير. أدى إغلاق المرافق الممولة من الدولة مثل المدارس ومولدات الكهرباء إلى دفع المواطنين للانتقال إلى المستوطنات التي تفضلها الحكومة.